# Yanagihara Naruko
Yanagiwara Naruko (柳原愛子 (Liễu Nguyên Ái Tử)), còn được gọi là Sawarabi no Tsubone (Tảo Bích Cục), Sawarabi no Tenji (Tảo Bích Điển thị) hoặc Liễu Nguyên Nhị vị cục (柳原二位局) (26 tháng 6 năm 1859 - 16 tháng 10 năm 1943), là một nữ quan của Hoàng thất Nhật Bản. Bà là phi tần của Thiên hoàng Minh Trị, mẹ ruột của Thiên hoàng Đại Chính  và cũng là vị đế mẫu cuối cùng, tức phi tần hạ sinh người thừa kế ngai vàng của Nhật Bản.

## Thân thế
Yanagihara Naruko sinh ra ở Kyoto và là con gái thứ hai của Yanagihara Mitsunaru (柳原光愛, Liễu Nguyên Quang Ái, 1818 -1885), người giữ cấp bậc Trung Nạp ngôn trong triều đình và sau đó được bổ nhiệm làm Đại Nạp ngôn. Gia tộc Yanagihara (Liễu Nguyên) thuộc dòng họ Reizei (Liễu Tuyền) của gia tộc Fujiwara (Đằng Nguyên). Anh trai của bà, Bá tước Yanagihara Sakimitsu (柳原前光, Liễu Nguyên Tiền Quang, 4 tháng 5 năm 1850 - 2 tháng 9 năm 1894), đã chiến đấu ở phía triều đình trong chiến tranh Boshin, sau đó trở thành phó tổng trấn Tōkaidō và sau đó là thống đốc tỉnh Yamanashi. Bước vào ngành ngoại giao, ông đã ký hiệp ước hữu nghị Trung-Nhật sau Chiến tranh Trung-Nhật thứ nhất, sau được phong làm bá tước và trở thành ủy viên hội đồng cơ mật, giúp soạn thảo Bộ Luật Hoàng gia trước khi ông qua đời ở tuổi 44.

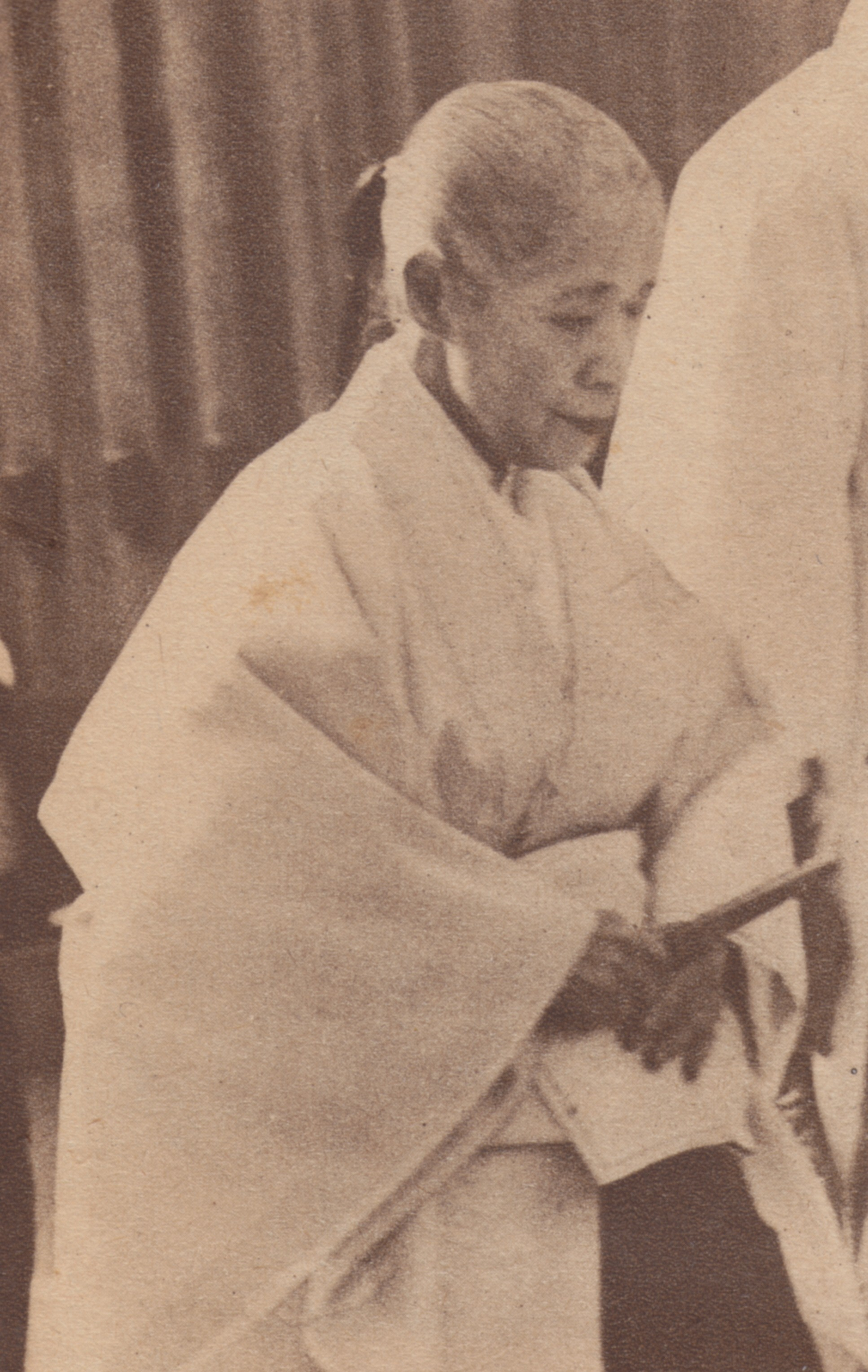
Liễu Nguyên Nhị vị cục, ảnh chụp năm 1934.

## Hành trạng
Thị nữ Naruko được miêu tả là một phụ nữ thông minh, duyên dáng và dịu dàng, được mọi người trong hậu cung ngưỡng mộ. Bà được ghi nhận là một nhà thơ và nhà thư pháp xuất sắc. Bà tiến cung vào năm 1870 với tư cách là thị tỳ, tiểu thượng lạp tại Hoàng thái hậu cung (皇太后宮小上臈), tức ngài Hoàng thái hậu Eishō (Anh Chiếu Hoàng thái hậu, đích mẫu của Minh Trị Thiên hoàng), tháng 6 cùng năm, thăng làm Chưởng thị (掌侍; Shoji), kiêm hàm Tòng ngũ vị (従五位). Năm 1872 (Minh Trị năm thứ 5), bà được nạp vào hàng nữ quan cho Thiên hoàng Minh Trị thông qua sự tiến cử của mẹ ruột ngài là bà Trung Sơn Khánh Tử (中山慶子; Nakayama Yoshiko). Vào ngày 20 tháng 2 năm 1873 (Minh Trị năm thứ 6), Naruko được phong lên vị trí Quyền điển thị (権典侍; Gon no Tenji), sang tháng 5, nâng lên Chính ngũ vị (正五位). Trong hậu cung của ngài Minh Trị, bà được mọi người đánh giá là sủng cơ của ông. Cả Naruko và Thiên hoàng Minh Trị đều là hậu duệ của gia tộc Ōgimachisanjō; cả hai đều là chút của cụ ông là Ogimachisanjō Sanetomo (1748 -1785), một cận thần cấp cao trong triều đình, chính vì thế mà bà và Thiên hoàng cũng là anh em họ đời thứ ba.
Vào ngày 21 tháng 1 năm 1875, bà hạ sinh người con đầu lòng là Nội Thân vương Umenomiya Shigeko (Mai Cung Huân Tử Nội thân vương), tại Thanh Sơn Ngự sở, nhưng tiểu công chúa đã chết vì viêm màng não chỉ một năm sau đó, vào ngày 8 tháng 6 năm 1876. Vào ngày 23 tháng 9 năm 1877, bà hạ sinh Thân vương Takenomiya Yukihito (Kiến Cung Kính Nhân Thân vương), về sau chết yểu vì viêm màng não vào ngày 26 tháng 7 năm 1878. Vào ngày 31 tháng 8 năm 1879, bà hạ sinh người con thứ ba và là người duy nhất sống sót đến tuổi trưởng thành, chính là Thiên hoàng Taishō. Việc sinh nở kéo dài và cực kỳ khó khăn khiến bà trở nên cuồng loạn, khóc lóc và la hét trong suốt quá trình sinh nở. Vào ngày 6 tháng 9, Thiên hoàng đặt tên cho con trai mình là Yoshihito, sau đó phong làm Minh Cung Gia Nhân Thân vương (Haru-no-miya), nhận chính thất của Thiên hoàng là bà Hoàng hậu Mỹ Tử (tức Chiêu Hiến Hoàng thái hậu sau này) làm mẹ. Do việc sinh nở khó khăn, sức khỏe của bà đã không tốt trong một thời gian. Minh Cung Gia Nhân Thân vương bị viêm màng não ngay sau khi sinh nên cuộc sống của ông gặp nhiều khó khăn cho đến khi hồi phục vào cuối tháng 12. Cũng vì sức khỏe của Naruko bị ảnh hưởng sau khi sinh con trai, bà dần hạn chế tiếp tục phục vụ hoàng đế. Khi Cửu Điều Tiết Tử (九条節子; Kujō Sadako), tức Trinh Minh Hoàng hậu sau này, được chọn trở thành Hoàng thái tử phi cho Hoàng thái tử Gia Nhân Thân vương con trai bà, sáu vị Điển thị đã được chọn ra để chỉ dạy các quy tắc trong cung, và Naruko cũng nằm trong số đó, bà được đánh giá là một người chỉ dạy nghiêm khắc nhưng cũng rất dịu dàng hòa nhã.
Năm 1902 (Minh Trị năm thứ 35), bà chính thức được phong làm Điển thị (典侍; Tenji). Năm 1911 (Minh Trị năm thứ 44), tổ chức sinh thần 60 tuổi cho ngài Hoàng hậu Chiêu Hiến, bà cùng Điển thị Cao Thương Thọ Tử (高倉寿子; Takakura Kazuko) trở thành Nữ quan trưởng (女官長), đảm nhiệm các vấn đề trong Hoàng hậu Cung chức giúp bà cùng việc chỉ định những nữ quan nào sẽ bồi hầu Thiên hoàng cùng Hoàng hậu. Điển thị Cao Thương Thọ Tử vốn là người nhập nội cùng lúc theo Hoàng hậu lúc bà ở nhà mẹ Nhất Điều, nhập cung để trợ giúp cho Hoàng hậu, về sau được phong làm Điển thị. Sang năm sau (1912), Thiên hoàng Minh Trị bệnh nặng, bà thường lui đến Đại Thừa tự (大乗寺) ở Tokyo để cầu phúc cho Thiên hoàng mau chóng bình phục, nhưng đến ngày 30 tháng 7, Thiên hoàng Minh Trị qua đời. Trong kỳ đại tang nghi, Hoàng thái hậu Chiêu Hiến cho phép các nữ quan đến bên linh cữu, Naruko đã tức tốc chạy đến bên linh cữu để có thể tham gia buổi lễ.
Khi con trai bà, Thiên hoàng Đại Chính lên ngôi, bà được giữ nguyên vị trí Điển thị, chuyển sang làm nữ quan cho Hoàng hậu Trinh Minh. Tháng 7 năm 1913 (Đại Chính năm thứ 2), bà được nâng lên hàm Chính tam vị (正三位), trực thuộc Hoàng hậu cung, kiêm chức "Ngự nạp nghi Giám đốc" (御内儀監督), chuyên giám sát, hướng dẫn các lễ nghi trong cung. Ngày 1 tháng 12 năm 1915 (Đại Chính năm thứ 4), bà được nâng lên Tòng nhị vị (従二位). Ngày 10 tháng 5 năm 1925 (Đại Chính năm thứ 15), được ban Huân Nhất đẳng Huân chương Thụy Bảo (勲一等瑞宝章). Trong những năm cuối đời, Naruko đã được trao một số danh hiệu cao quý để công nhận việc tiếp tục ở trong hoàng thất, mặc dù bà vẫn bị người khác ngầm trách cứ sau lưng vì sức khỏe ngày càng kém của con trai. Khi Thiên hoàn Đại Chính bệnh nặng, bà lại lui đến Đại Thừa tự (大乗寺) ở Tokyo để cầu phúc cho Thiên hoàng mau chóng bình phục, như khi bà cầu phúc cho Thiên hoàng Minh Trị. Bà đã được cho phép có mặt và chứng kiến cái chết của con trai bà, Thiên hoàng Taisho bên giường bệnh vào ngày 25 tháng 12 năm 1926 (Đại Chính năm thứ 15). Năm 1940 (Chiêu Hòa năm thứ 15), ngày 11 tháng 2, dưới thời cháu trai của bà là Thiên hoàng Chiêu Hòa, bà được ban Huân Nhất đẳng Huân chương Bảo Quang (勲一等宝冠章).
Năm 1941, chắt gái của Naruko là Takagi Yuriko đã kết hôn với Hoàng tử Mikasa, cháu nội của bà. Điển thị Naruko mắc bệnh nặng và qua đời tại tư thất vào ngày 16 tháng 10 năm 1943 (Chiêu Hòa năm thứ 18), ở tuổi 88, dưới triều đại của cháu trai là Thiên hoàng Chiêu Hòa, sống lâu hơn con trai của mình là vị Đại Chính Thiên hoàng tiền nhiệm mười bảy năm. Chiều cùng ngày, bà được truy tặng Tòng nhất vị (従一位). Đám tang được tổ chức vào ngày 20 tháng 10 tại Thanh Sơn tang nghi sở (青山葬儀所) ở Tokyo và được chôn cất tại Hựu Thiên tự (祐天寺; Yūtenji), Nakameguro (5-chome, Meguro-ku) ở Tokyo.

## Phong tặng
Vị giai
- 29 tháng 11 năm 1892 (Minh Trị năm thứ 25) - Tòng tứ vị (従四位)
- 7 tháng 11 năm 1913 (Đại Chính năm thứ 2) - Chính tam vị (正三位)
- 1 tháng 12 năm 1915 (Đại Chính năm thứ 4) - Tòng nhị vị (従二位)
- 8 tháng 5 năm 1919 (Đại Chính năm thứ 8) - Chính nhị vị (正二位)
- 16 tháng 10 năm 1943 (Chiêu Hòa năm thứ 18) - Tòng nhất vị (従一位); Truy tặng[5]

Huân chương đẳng
- 1 tháng 12 năm 1915 (Đại Chính năm thứ 4) - Huân nhị đẳng Huân chương Bảo Quang (勲二等宝冠章)
- 10 tháng 5 năm 1925 (Đại Chính năm thứ 4) - Huân nhất đẳng Huân chương Thụy Bảo (勲一等瑞宝章)
- Năm 1940 (Chiêu Hòa năm thứ 15):
  - 11 tháng 2 - Huân nhất đẳng Huân chương Bảo Quang (勲一等宝冠章)
  - 15 tháng 8 - Kỷ nguyên nhị thiên lục bách Chúc điển Ký niệm chương (紀元二千六百年祝典記念章), Huân chương chúc mừng sự kiện 2600 năm Đại Nhật Bản Đế quốc.